# Aguaviva (gmina)
Aguaviva (wymowa: aɣwaβiβa)– gmina w Hiszpanii, w prowincji Teruel, w Aragonii, o powierzchni 42,15 km². W 2011 roku gmina liczyła 660 mieszkańców.